# Nelson Lakes nationalpark

Nationalparkens läge markerat med grönt

Nelson Lakes nationalpark är en nationalpark på Sydön i Nya Zeeland. Parken ligger på öns norra del och den närmaste större staden är Nelson.
Nelson Lakes nationalpark bildades år 1956 och det skyddade området har idag en yta av 1 020 kvadratkilometer. Naturen består av sjöar, floder, skogar, bergsområden och dalar. De två största sjöarna är Rotoiti och Rotoroa. Dessa brukar gemensamt kallas för Nelson Lakes, efter vilket nationalparken har fått sitt namn.
Parken är ett populärt vandringsområde och sjöarna är också välbesökta av fritidsfiskare. Många besökare kommer också för områdets fågelfauna, vilken innehåller flera för Nya Zeeland endemiska fåglar, som kaka, kea, korimako, Petroica macrocephal och  Acanthisitta chloris. Den sistnämnda arten är den minsta inhemska fågeln på Nya Zeeland.